# Okręg wyborczy Bonner
Okręg wyborczy Bonner (ang. Division of Bonner) – jednomandatowy okręg wyborczy do Izby Reprezentantów Australii, położony w stanie Queensland, na wschód od Brisbane.
Pierwsze wybory odbyły się w nim w 2004 roku, a jego patronem jest Neville Bonner.
Od 2010 roku posłem z tego okręgu był Ross Vasta z Liberal National Party of Queensland.

## Lista posłów
Lista posłów z okręgu Bonner:
| okres urzędowania | poseł      | przynależność                        |
| ----------------- | ---------- | ------------------------------------ |
| 2004–2007         | Ross Vasta | Liberalna Partia Australii           |
| 2007-2010         | Kerry Rea  | Australijska Partia Pracy            |
| od 2010           | Ross Vasta | Liberal National Party of Queensland |